# Дипломатически мисии в Мали
Това е списък на дипломатическите мисии в Мали. В столицата Бамако са разположени 26 посолства.

## Посолства в Бамако
| - Алжир - Буркина Фасо - Канада - Китай - Кот д'Ивоар - Куба - Египет - Франция - Германия - Гана - Гвинея - Иран - Япония | - Либия - Малтийски орден - Мароко - Мавритания - Нидерландия - Нигерия - Палестинска автономия - Русия - Саудитска Арабия - Сенегал - Република Южна Африка - Тунис - САЩ |

### Мисии
- ЕС